# Мизорам
Мизорам је савезна држава Индије са површином од 21.087 km² и 891.058 становника. Мизорам се налази на истоку Индије, на граници са Мјанмаром на истоку и Бангладешом на западу.

## Историја
Порекло племена Мизос је мистерија. Претпоставља се да су били део монголског вала, који је најпре дошао у Кину, а касније у Индију. Мизорам је постао део Британске Индије 1895. Када је Индија постала независна Мизорам је био део Асама до 1972, када је постао савезна територија. Током 1959. Мизам је захватила велика глад. Цветање бамбуса је повећало број пацова. Након што су појели семење бамбуса, окренули су се житарицама. Пацови су појели готово целу жетву, тако да је становништво Мизорама јело корење и лишће. Било је много умрлих од глади. Једна организација, која је захтевала да се Мизораму пружи помоћ почела је после велике глади, захтевати да Мизорам постане независан. Други су се борили да Мизорам постане држава унутар Индије. Дошло је до немира. Делегација Мизорама је 1971. тражила од Индире Ганди да Мизорам постане индијска држава. Индира Ганди је одобрила статус савезне територије што Мизорам постаје 1972. Мизорам је постао индијска држава 1987.

## Географија и клима
Планинско је подручје са великим кањонима неколико река. Просечна висина планина на западу Мизорама је око 1000 метара, а на истоку 1300 метара. Многа подручја су доступна само кањонима река. Налази се под дејством умерене климе са јако много монсумских киша. Лета нису врућа, а зиме нису јако хладне. Током зиме темпаратура је од 11 °C до 21 °C, а лети је темпаратура од 20 °C, до 29 °C. Највише кише падне током монсумске сезоне од маја до септембра. Просечна количина падвина је 2.540 mm годишње. У том подручју се налазе многе тропске биљке.

## Економија
ОКо 30% Мизорама се налази под шумама бамбуса. Иако је велики део тих шума неискориштен, у Мизораму се сече 30 милиона тона бамбуса, што представља 40% индијске сече бамбуса. Са бамбусом наступају проблеми кад процвета, Након цветања бамбус је готов. То се десило 2006. и дешава се једном у 40 и више година. Тада је потребно да се умирући бамбус ишчупа и да се засаде нови. Цветање бамбуса доприноси повећању броја пацова, а они уништавају поља пиринача. Историјски су забиљежене глади повезане са цветањем бамбуса 1862, 1911. и 1959. Више од 70% становништва је ангажовано у пољопривреди.

## Демографија
Велики део становништва се сматра Мизосима, али подељени су у племена. Највеће племе је Лушај, коме припада две трећине становништва. Око 87% становништва Мизорама су хришћани. Има будиста и хиндуиста. Задњих декада бројна племена из Мизорама, Асама и Манипура почела су се идентификовати са Јеврејима. Колективно су познати под именом Бнеј Менаше. Они верују да су етнички Јевреји, потомци једног изгубљеног јеврејског племена.